# تامی میلر
تامی میلر (انگلیسی: Tammy Miller؛ زادهٔ ۲۱ june ۱۹۶۷ (۵۷ سال)) بازیکن هاکی روی چمن اهل بریتانیا است.